# فرماندهی عملیات زمینی (کره جنوبی)
فرماندهی عملیات زمینی کره جنوبی (کره‌ای: 지상작전사령부) قرارگاه فرماندهی نیروی زمینی جمهوری کره است، که در سال ۲۰۱۹ تأسیس شد. ستاد فرماندهی عملیات زمینی کره در شهر یونگین قرار دارد.

## تاریخچه
به گفته لی مین-هیونگ از روزنامه کره تایمز، وزارت دفاع ملی از سال ۱۹۹۸ برای تأسیس فرماندهی عملیات زمینی تلاش کرد و خواستار کاهش تعداد سربازان و بهبود کارایی عملیاتی تحت یک نقطه کنترل واحد شد.
در سال ۲۰۱۵، دولت پس از به تأخیر انداختن انتقال کنترل نیروها در صورت جنگ، قصد خود را برای تأسیس فرماندهی‌ای که مسئول عملیات زمینی ارتش باشد تا سال ۲۰۱۸ اعلام کرد.
فرماندهی عملیات زمینی با ترکیب فرماندهی‌های ارتش اول و سوم ارتش جمهوری کره جنوبی که از مناطق خط مقدم شرقی و غربی دفاع می‌کردند، ایجاد شده است. تأسیس این فرماندهی بخشی از طرح اصلاحات نظامی رئیس جمهور مون جائه-این بود. در ۱۶ آوریل ۲۰۲۰، فرمانده عملیات ویژه، سپهبد نام یونگ-سین، به درجه ژنرالی ارتقا یافت و به عنوان فرمانده عملیات زمینی منصوب شد.